# ハイチ語
ハイチ語（ハイチご、kreyòl ayisyen：ハイチ語発音: [kɣejɔl ajisjɛ̃]）または ハイチ・クレオール語 は、中央アメリカ西インド諸島のハイチなどで使われるフランス語系のクレオール言語である。文字はラテン文字を使用する。ハイチクレオールと呼ばれることもある。
ハイチでは、2005年時点で人口のほぼ全体に当たる約850万人が話す。移民や難民などで西インド諸島の特にバハマ、キューバ、ドミニカ共和国の他にカナダ、アメリカ合衆国、フランスなどでも話される。
奴隷とされた人々の話した西アフリカの諸言語、特にウォロフ語、ギベ語群のフォン語、エウェ/アンロ・エウェ語の影響を受けている。ファブラスと高地方言の2つがある。ハイチでは1804年の独立以来長くフランス語のみが公用語および文章語とされたがフェリクス・モリソ＝ルロワの努力の甲斐もあり、1961年にクレオールも公用語に認められ、1987年の憲法に明記された。ハイチクレオールでの文学は少ないがモリソの例にならい増えてきている。

## 語彙

### 挨拶
| ハイチ語        | 日本語               |
| --------------- | -------------------- |
| Bonjou          | こんにちは           |
| Bonswa          | こんばんは           |
| Bonswa          | おやすみなさい       |
| Ki jan ou rele? | お名前はなんですか？ |
| Mwen rele…      | 私の名前は…          |
| Ki jan ou ye?   | お元気ですか？       |
| Orevwa          | さようなら           |
| Mèsi            | ありがとう           |
| Padkwa          | どういたしまして     |
| Wi              | はい                 |
| Non             | いいえ               |

### 代名詞
| ハイチ語 | 日本語                       |
| -------- | ---------------------------- |
| mwen     | 私                           |
| m        | mwenの短縮形                 |
| ou       | あなた                       |
| w        | ouの短縮形                   |
| li       | 彼、彼女、それ、彼ら、彼女ら |
| l        | liの短縮形                   |
| nou      | 私たち                       |
| n        | nouの短縮形                  |
| yo       | 彼ら、彼女ら                 |
| y        | yoの短縮形                   |

### 数詞
| ハイチ語 | 日本語 |
| -------- | ------ |
| en       | 1      |
| de       | 2      |
| twa      | 3      |
| kat      | 4      |
| senk     | 5      |
| sis      | 6      |
| sèt      | 7      |
| uit      | 8      |
| nèf      | 9      |
| dis      | 10     |